# Burger István
Burger István (Budapest, 1964. június 9. –) költő, író, publicista, főszerkesztő. 2004 és 2019 januárja között a Galaktika magazin főszerkesztője volt.

## Élete és pályafutása
Szülei hamar elváltak, gyermekkorát Miskolcon töltötte. Kazincbarcikán, az Irinyi János Vegyipari Technikumban érettségizett 1982-ben, mint okleveles vegyipari gépész. Szakmájában sosem dolgozott, katona évei és egy félbehagyott Kilián György Repülő Műszaki Főiskolai tanulmányait követően népművelő és rendezvényszervező lett Miskolcon, a Városi Művelődési Központban.
Még középiskolai éveiben irodalmi önképző kört szervezett két barátjával. A kortárs irodalom művészeit (többek között Örkényt, Mándyt, Pilinszkyt, Csoórit) tanulmányozták és saját szórakoztatásukra stílusgyakorlatokat végeztek kedvelt íróik stílusában. Ekkoriban kezdett komolyabban versekkel is foglalkozni, majd népművelő korában úgy vélte, hogy az emberek egyre kevésbé érdeklődnek a líra iránt, ezért úgynevezett verskiállításokat szervezett. Az akkor még gyerekcipőben járó fénymásolásos művészeti technika egyik hazai úttörőjeként xerográfiákat készített saját magáról. Ezeket a képeket és a verseket állította ki az ország számos pontján.
Vízionárium című kiállítás-sorozata látható volt többek között a debreceni Kossuth Lajos Tudományegyetem Kossuth Klubjában, a sárospataki Comenius Tanítóképző Főiskola klubjában, a miskolci Nehézipari Műszaki Egyetem klubjában, a tatabányai Művelődési Központban, a miskolci Ifjúsági Házban, a budapesti Famulus Könyvesbolt galériájában, a Fiatal Művészek Klubjában. A megnyitókon neves színművészek olvasták fel a válogatott verseket (Vallay Péter, Dóczy Péter, László Zsolt). A xerográfiák megjelentek többek között az Új Symposiumban, az Észak-Magyarországban, és az Új Forrásban.
Xerográfiái által tagja lett az Árnyékkötők FényÁrnyék Művészeti Egyesületnek.
A rendszerváltozáskor már Miskolc napilapjánál, a Déli Hírlapnál dolgozott, ahol előbb gyakornok, majd újságíró, végül rovatvezető volt. Közben elvégezte a MÚOSZ Újságíró Akadémiát (1989-től a MÚOSZ rendes tagja), majd a debreceni Kölcsei Ferenc Főiskolán szerzett népművelő diplomát.
1990-ben családjával visszaköltözött szülővárosába, Budapestre, ahol a KAPU szerkesztőségében dolgozott, mint szerkesztő. Egy év múlva megalapította saját kiadóját és első ismeretterjesztő magazinját (Harmadik SZEM), amely tíz évig működött. Tucatnyi egyéb kiadvány alapítása is fűződik a nevéhez. (IZÉ magazin, Juli Suli, SkandiMánia, PoénHalászat, Hullahopp, IPM, Galaktika)
1994-től a Roud Table Magyarország asztaltársaságának tagja (Arthur Király Lovagjai)
2002-ben az Interpress Magazint (IPM) adta ki, majd 2004-ben restaurálta a Galaktika magazint, amelynek 2019 januárjáig a főszerkesztője volt. 2005-ben belépett a Magyar Írószövetségbe, majd 2006-ban a szövetségen belül megalakította az Sci-fi Szakosztályt, amelynek alapító elnöke is.
Okleveles webdesigner és okleveles drágakőszakértő.

## Magánélete
1988-ban megnősült (felesége: Svelta Zsóka, vezető tréner).[forrás?]
2009-ben elvált, majd 2011-ben újranősült (felesége: Dr. Mund Katalin szociológus). Nevelt lánya Farkas Flóra Anna.[forrás?]

## Művei
Két önálló verseskötete jelent meg:
- Kazamata-ország. A falon túl; Árnyék, Miskolc 1989[5]
- Fekete kolibri, 1998
- Galaktika light Írj a jövőbe!; főszerk. Burger István; Metropolis Media, Bp., 2017

Novelláit Tom Anderson álnéven írja és a Galaktika hasábjain, illetve antológiákban jelennek meg időről időre.
- Hibátlan vörös (Galaktika 226., 2008)
- Kocsmai történet (Galaktika 232., 2009)
- A projekt Kétszázadik antológia, Galaktika Fantasztikus Könyvek, (2009)

## Díjai
Irányítása alatt a Galaktika elnyerte a Legjobb Európai SF Magazin díjat (2005), majd a Galaktikát kiadó Metropolis Media is elnyerte a Legjobb Európai SF Kiadó címet (2009), végül pedig, mint főszerkesztő maga is elnyerte a Legjobb Szerkesztőnek járó elismerést (2013).